# الكويت في الألعاب البارالمبية الصيفية 1988
شاركت الكويت في دورة الألعاب البارالمبية الصيفية عام 1988م ، والتي أقيمت في سيول بكوريا الجنوبية . وشاركت الكويت في هذه الدورة بــ 30 متسابقًا ، واستطاعت من خلالهم الحصول على 17 ميدالية متنوعة منها 5 مبداليات ذهبيات و5 ميداليات فضيات و7 ميداليات برونزية ، واحتلت بها المركز 25 في جدول الميداليات .
ويعد هذا الرصيد من الميداليات (17 ميدالية) هو أكبر رصيد من الميداليات التي حصلت عليها الكويت في دورة بارالمبية واحدة عبر تاريخ مشاركاتها في الدورات البارالمبية الصيفية بداية من 1980م في هولندا وحتي دورة الألعاب البارالمبية باريس 2024م . وهذا العدد يمثل تقريبًا ثلث إجمالي الميداليات التي حصلت عليها الكويت في الدورات البارالمبية والتي بلغت (55) ميدالية متنوعة، كما أن مركزها في ترتيب جدول الميداليات في هذه الدورة (25) يعقد أفضل المراكز التي احتلتها الكويت عبر تاريخ مشاركاتها البارالمبية.
واستطاعت البطلة الكويتية البارالمبية عادلة الرومي( أحد أعضاء الفريق البارالمبي الكويتي المكون من 30 متسابقًا) الفوز بميداليتين ذهبيتين، وميدالية فضية، وذلك من خلال مشاركتها في هذه الدورة.